# MacKenzie Meehan
MacKenzie Meehan (* in Denver, Colorado) ist eine US-amerikanische Schauspielerin.

## Werdegang
MacKenzie Meehan nahm bereits im Alter von 11 Jahren an einem Filmcamp in Denver teil und trat bald darauf dem lokalen Theater bei, war in der Schule Teil der Theatergruppe und des Chors und arbeitet seit sie 13 ist professionell als Schauspielerin. Nach der Schule besuchte sie die California State University, Long Beach, die sie mit einem Bachelor abschloss, sowie die New York University. Letztere schloss sie mit dem Master of Fine Arts ab.
2011 wurde sie mit dem Helen Hayes Award, einem lokalen Theaterpreis aus der Gegend um Washington D.C., für ihre Leistung im Stück Resident Play ausgezeichnet. Ebenfalls seit 2011 übernimmt sie Rolle vor der Kamera. Zunächst war sie in Gastrollen in den Serien Mildred Pierce und White Collar zu sehen. 2013 spielte sie die kleine Rolle der Hildy Azoff in Martin Scorseses Filmbiografie The Wolf of Wall Street. Weitere Filmauftritte folgten in These Hopeless Savages, My All American und A Stand Up Guy.
2016 übernahm Meehan als Penny eine Nebenrolle in der kurzlebigen Serie Vinyl. Mit Beginn der dritten Staffel ist sie seit 2018 als Taylor Rentzel in Bull zu sehen. Neben ihren Film- und Fernsehauftritten steht sie auch regelmäßig am Theater auf der Bühne, unter anderem im Stück Gefährten am Lincoln Center Theater. Auch am Off-Broadway stand sie auf der Bühne.
Meehan heiratete 2014 den  Schauspieler Matt Dellapina. Sie leben im New Yorker Stadtteil Crown Heights, im Bezirk Brooklyn und sind seit 2016 Eltern eines Sohnes. Meehan ist Teil des The Actors Company Theatre.

## Filmografie (Auswahl)
- 2011: Mildred Pierce (Minifernsehserie, 2 Episoden)
- 2011: White Collar (Fernsehserie, Episode 3x08)
- 2013: Couch Hoppers (Kurzfilm)
- 2013: The Wolf of Wall Street
- 2014: These Hopeless Savages
- 2015: My All American
- 2016: A Stand Up Guy
- 2016: Vinyl (Fernsehserie, 10 Episoden)
- 2018–2022: Bull (Fernsehserie)
- 2019: Adult Ed. (Fernsehserie, 5 Episoden)